# Comté de Calhoun (Virginie-Occidentale)
Pour les articles homonymes, voir Comté de Calhoun.
Le comté de Calhoun est un comté des États-Unis situé dans l’État de Virginie-Occidentale. En 2013, sa population était de 7 564 habitants. Son siège est Grantsville. Le comté a été nommé en l'honneur de John Caldwell Calhoun, homme politique américain.

## Principale ville
- Grantsville